# Златен рог (село)
Вижте пояснителната страница за други значения на Златен рог.
Зла̀тен рог е историческо село в България, област Видин.
Образувано е чрез сливане на 2 села от община Кутово – Антимово и Кутово, считано от 26 декември 1961 г. Селото е център на община Златен рог до 26 декември 1978 г. Обединеното село е закрито на 26 август 1991 г. чрез разделяне на 2 отделни селища – селата Антимово и Кутово.
Към 4 декември 1985 г. броят на населението на село Златен рог се състои от 2729 души.